# Uh, jeg ville ønske jeg var dig
Chansons représentant le Danemark au Concours Eurovision de la chanson
Jeg rev et blad ud af min dagbog
(1958) Det var en yndig tid
(1960)
Uh, jeg ville ønske jeg var dig est une chanson interprétée par Birthe Wilke représentant le Danemark au Concours Eurovision de la chanson 1959 le 11 mars à Cannes.

## À l'Eurovision
La chanson est intégralement interprétée en danois, langue nationale, comme le veut la coutume avant 1966. L'orchestre est dirigé par Kai Mortensen.
Uh, jeg ville ønske jeg var dig est la deuxième chanson interprétée lors de la soirée du concours, suivant Oui, oui, oui, oui de Jean Philippe pour la France et précédant Piove (Ciao, ciao bambina) de Domenico Modugno pour l'Italie.
À l'issue du vote, elle obtient 12 points et se classe 5e sur 11 chansons,.

## Liste des titres
| A1. | Uh, jeg ville ønske jeg var dig                                            | Carl Andersen                | Otto Lington  |  |
| B1. | Augustin (reprise de la chanson représentant la Suède à l'Eurovision 1959) | Bo Harrø Sandin, Åke Gerhard | Robert Arnold |  |

## Historique de sortie
| Pays     | Date | Format   | Label   |
| -------- | ---- | -------- | ------- |
| Danemark | 1959 | 45 tours | Philips |